# 李端懿
李端懿（1013年—1060年），字元伯，祖籍潞州上党（今山西省长治市），开封人。北宋官员、宋太宗外孙、宋真宗赵恒外甥。
李端懿是李遵勖的长子， 李端懿通阴阳、医术、星经、地理之学。性和厚，工书画。李端懿因为母亲万寿公主的关系，七岁时授如京副使，在东宫侍奉舅舅、太子赵恒，出入宫禁，如同家人。任官济州防御使，为群牧副使。任冀州知州时不扰民。为汝州防御使、提举在京诸司库务。同勾当三班院，知郓州兼京东西路安抚使，京东发大水，百姓饥饿，他散发仓廪赈济灾民。修筑汶阳大堤百余里，以治水患，被百姓称道。官至宁远军节度使、知澶州，数月後去世，赠感德军节度使，谥号良定，再赠兼侍中。歐陽修為其撰墓誌銘。